# Made, Madikeri
Made là một làng thuộc tehsil Madikeri, huyện Kodagu, bang Karnataka, Ấn Độ.